# علي عنتر
علي أحمد ناصر عنتر (1937 - 1986م) ولد في قرية الخريبة القريبة من مدينة الضالع عُيّن وزير الدفاع ثم نائب الرئيس علي ناصر محمد في جمهورية اليمن الديمقراطية الشعبية، قُتل في مبنى القيادة المركزية في عدن يوم 13 يناير 1986 وهي الحادثة التي أشعلت الحرب بين فصيلي الحزب الاشتراكي اليمني كان نائب في الحزب الحاكم في الجنوب وأودت بحياة الآلاف. قاد القوة التي انقلبت على الرئيس سالم ربيع علي.

## سيرته
ولد علي أحمد ناصر عنتر  في قرية الخريبة القريبة من مدينة الضالع في عام 1937م ، وهو ينتمي إلى قبيلة الشاعري، من فخيذة البيشي الموزعة في أعلى وادي حردبة وفي الخريبة والدمنة والحقل والجرباء، وتلقى تحصيله الأولي من التعليم في كتاب (معلامة) القرية.

## خروجه اليالكويت
ضاقت دائرة العيش والاستقرار في وجهه  فعزم على السفر إلى دولة الكويت للعمل هناك عام 1958 م، وقد شهدت الكويت في تلك الفترة طفرة سياسية وثقافية أثرت وتأثرت بقدوم وافدين عرب إليها ، منهم علي عقيل بن يحيى ، ومحمد عمر الكاف ، وعبدربه مجلبع بن فريد العولقي وغيرهم ، كما حملت بدايات فترة إقامتة  في الكويت حماسته للفكر القومي ، وكانت بداية مشواره الحزبي مع حركة القوميين العرب ، وبعد عام 1960م عاد الي اليمن  حاملاً رسالة من السياسي الكويتي أحمد الخطيب ، أحمد رموز حركة القوميين العرب ، إلى فرع الحركة في عدن لترتيبه وتم تسليم الرسالة لهاشم محمد سالم الشعبي ، والذي بدوره نسق للقائه مع قيادة فرع الحركة.

## جبهتي 26 سبتمبر و14 أكتوبر
عينه فرع الحركة مسؤولاً للحركة في مدينة الضالع ، وقام مع رفاق آخرين بتشكيل الخلايا السرية للحركة، نتج عنها وجود قاعدة للحركة من مناضلي الضالع ، وبعد قيام ثورة 26 سبتمبر اليمنية حمل مع رفاقه السلاح من مختلف مناطق الجنوب عن سواعدهم ، دفاعاً عنالثورة حتى فترة حصار صنعاء ، وعند قيام ثورة 14 أكتوبر 1963 كان من الطلائع الأولى التي تحملت على كاهلها حمل الرسالة الثورية في جبهة الضالع ، إضافة لإيصال السلاح للمقاتلين في جبهة ردفان.

## مشاركته في كل المؤتمرات
كان مع آخرين هو القاسم المشترك الأكبر في كل مؤتمرات الجبهة القومية والتنظيم السياسي الجبهة القومية والتنظيم السياسي الموحد الجبهة القومية والحزب الاشتراكي اليمني ، فقد شارك في أعمال المؤتمر الاول لـ «ج.ق» في تعز عام 1965م وفي أعمال المؤتمر الثاني في جبلة عام 1966م وانتخب عضواً في القيادة العامة ، وفي أعمال المؤتمر الثالث في خمر ما بين 29 نوفمبر حتى 3 ديسمبر 1966م، وأعيد انتخابه في القيادة العامة، وأعيدت انتخابه أيضاً في المؤتمر الرابع المنعقد في زنجبار في مارس 1968 ، وتم انتخابه في عضوية اللجنة التنفيذية للجبهة القومية خلال الفترة 69 - 1972  ، وانتخب عضواً في اللجنة المركزية عام 1972  في المؤتمر العام الخامس ، الذي عقد في مدينة الشعب بعدن وأعيد انتخابه في عضوية اللجنة المركزية في المؤتمر العام السادس والمؤتمر التوحيدي ، الذي ضم التنظيم السياسي الجبهة القومية والاتحاد الشعبي الديمقراطي وحزب الطليعة الشعبية ، كما انتخب  عضواً في المكتب السياسي للجنة المركزية للحزب الاشتراكي اليمني في المؤتمر الأول للحزب الاشتراكي اليمني ، وأعيد انتخابه في عضوية المكتب السياسي للحزب الاشتراكي اليمني في مؤتمره الاستثنائي ، كما أعيد انتخابه في عضوية المكتب السياسي للحزب في المؤتمر العام الثالث في أكتوبر 1985 م.

## مناصبه
تم تعيينه قائداً للجيش عام 1969م، وانتخب عضواً في أول مجلس للرئاسة عقب الخطوة الاستعجالية في 22 يونيو 1969 م، وانتخب عضواً في أول دورة لمجلس الشعب الأعلى عام 1970م، وهو العام الذي عين فيه نائباً لوزير الدفاع ، وأعيد انتخابه في الدورة الانتخابية لمجلس الشعب الأعلى عام 1978 م وهو العام الذي صدر فيه قرار جمهوري بترقيته إلى رتبة «عقيد» ، كما وصل إلى مراتب أعلى عندما عُين نائباً أول لرئيس مجلس الوزراء ووزيراً للإدارة المحلية ، ثم نائباً لرئيس هيئة رئاسة مجلس الشعب الأعلى ، إضافة لتقلده لعدة دورات منصب وزير الدفاع.

## دوراته العسكرية
تلقى عدة دورات خارجية كان أولها عام 1969م ، وخلال الفترة من 1975 م حتى 1977 م تلقى دورة في أكاديمية الأركان العامة السوفيتية، وحصل أثرها على رتبة «مقدم ركن» ، وهي الدورة التي أعقبت الدورة التي تلقاها في أكاديمية فرونزة العسكرية خلال الفترة 1974-1975م.

## عملية الاغتيال
شهدت الجبهة القومية ووريثها الحزب الاشتراكي مسلسلاً دموياً كسائر الأحزاب القومية الأخرى، التي وصلت إلى السلطة كحزب البعث السوري وتوأمه العراقي ، وخسرت الجبهة الكثير من رجالها في مسلسل عبثي دشن بقتل  فيصل الشعبي في 2 أبريل 1970 ، وانفرطت حبات السبحة أمام اقتتال دموي تصفوي في 13 يناير 1986م، خسر فيه الطرفان ابرز رجالهما، وفي مقدمتهم عبدالفتاح إسماعيل وعلي عنتر وصالح مصلح قاسم وعلي شائع هادي ، وفي الطرف الآخر: هادي أحمد ناصر وفاروق علي أحمد وعلوي فرحان وغيرهم.

## حياته الأسرية
متزوج من مواطنته والتي توفت  في النصف الثاني من التسعينات وأربعة أولاد هم:
- جهاد (قائد لواء).
- ردفان (عضو مجلس محلي - محافظة عدن).
- جلال (مهندس).
- إبنة واحدة.